# Permià
|  | Aquest article tracta sobre el període geològic. Vegeu-ne altres significats a «Komi-permià». |

| Període                                       | Època        | Estatge      | Edat (Ma)     |
| --------------------------------------------- | ------------ | ------------ | ------------- |
| Triàsic                                       | Inferior     | Indià        | més recent    |
| Permià                                        | Lopingià     | Changxingià  | 254,14 ± 0,07 |
| Permià                                        | Lopingià     | Wuchiapingià | 259,1 ± 0,5   |
| Permià                                        | Guadalupià   | Capitanià    | 265,1 ± 0,4   |
| Permià                                        | Guadalupià   | Wordià       | 268,8 ± 0,5   |
| Permià                                        | Guadalupià   | Roadià       | 272,95 ± 0,11 |
| Permià                                        | Cisuralià    | Kungurià     | 283,5 ± 0,6   |
| Permià                                        | Cisuralià    | Artinskià    | 290,1 ± 0,26  |
| Permià                                        | Cisuralià    | Sakmarià     | 293,52 ± 0,17 |
| Permià                                        | Cisuralià    | Asselià      | 298,9 ± 0,15  |
| Carbonífer                                    | Pennsylvanià | Gjelià       | més antic     |
| Subdivisió del sistema permià segons la IUGS. |              |              |               |

El Permià és un període geològic que començà fa 298,9 ± 0,15 milions d'anys i acabà fa 251,902 ± 0,024 milions d'anys. Es tracta de l'últim període de l'era del Paleozoic. Com amb molts dels períodes geològics més antics, els estrats que defineixen el Permià estan ben identificats, però la data exacta del principi i el final del període és incerta per uns quants milions d'anys. El Permià segueix el Carbonífer i està seguit pel Triàsic. El final del període està marcat per una extinció massiva, anomenada extinció permiana, que és l'extinció massiva més gran de la història de la Terra. Fou el geòleg escocès Roderick Murchison qui li donà el nom el 1841 a partir del krai de Perm, a Rússia, pels extensos jaciments existents en aquesta zona. Els jaciments permians consisteixen majoritàriament de plataformes continentals i jaciments d'aigües marines someres.
El terme Permotriàsic s'usa en les àrees on es fa molt difícil la separació del Permià i del Triàsic, per a englobar els terrenys que pertanyen a aquests dos sistemes (o períodes). Ordinàriament, es tracta de materials detrítics roigs, en els quals hom ha trobat fòssils del Permià i del Triàsic, o que, contràriament, són mal datats i per això hom no pot eliminar la hipòtesi que aquests terrenys s'hagin dipositat durant l'un o l'altre d'aquests períodes o bé en ambdós. Els Pirineus presenten una franja pràcticament contínua d'aquests materials.

## Subdivisions
El Permià es divideix normalment en inferior i superior. Els estatges faunístics del més recent al més antic són:
1. Changxingià (Zechstein)
2. Wuchiapingià (Zechstein)
3. Capitanià (Zechstein)
4. Wordià (Zechstein)
5. Roadià (Zechstein)
6. Kungurià (Rotliegendes)
7. Artinskià (Rotliegendes)
8. Sakmarià (Rotliegendes)
9. Asselià (Rotliegendes)

## Oceans
Els nivells del mar en el Permià van romandre generalment baixos, i els hàbitats costaners estaven limitats per l'agrupament de quasi totes les masses de terra importants en un únic supercontinent: Pangea. Un continent, fins i tot un de molt gran, té menys línia de costa que entre sis i vuit de petits. Això podria, en part, haver causat les extenses extincions d'espècies marines cap al final del període a causa de la reducció de les àrees costaneres someres preferides per molts organismes marins.

## Extinció del Permià-Triàsic
El Permià acabà amb l'extinció més extensa que ha conegut la paleontologia: entre el 90 i el 95 per cent de les espècies marines s'extingiren, així com el 70 per cent dels organismes terrestres.
Hi ha indicis que l'extinció podria haver estat provocada per canvis climàtics causats per l'impacte d'un gran bòlid.
També hi ha forts indicis que basalts inundants massius provinents de l'expulsió de magma van contribuir a la pressió ambiental, portant després a l'extinció massiva. Els pocs hàbitats costaners i l'alta aridesa probablement també van contribuir-hi.
Una altra teoria té a veure amb la ventilació oceànica de sulfur d'hidrogen. Algunes parts de l'oceà profund perden periòdicament tot l'oxigen que hi ha dissolt, permetent als bacteris que viuen sense oxigen prosperar i produir sulfur d'hidrogen. Si s'acumula prou sulfur d'hidrogen en una zona anòxica, el gas pot pujar fins a l'atmosfera.
Els gasos oxidants a l'atmosfera destruirien el gas tòxic però el sulfur d'hidrogen aviat consumiria tot el gas atmosfèric que hi hagués per convertir-lo. Els nivells de sulfur d'hidrogen pujarien dramàticament en uns quants segles. La recreació d'aquest fet indica que el gas destruiria l'ozó en l'alta atmosfera, permetent que la radiació ultraviolada exterminés les espècies que haguessin sobreviscut el gas tòxic.
Els trilobits, que havien prosperat des de temps cambrians, s'extingiren finalment abans del final del Permià.

### Causes de l'extinció

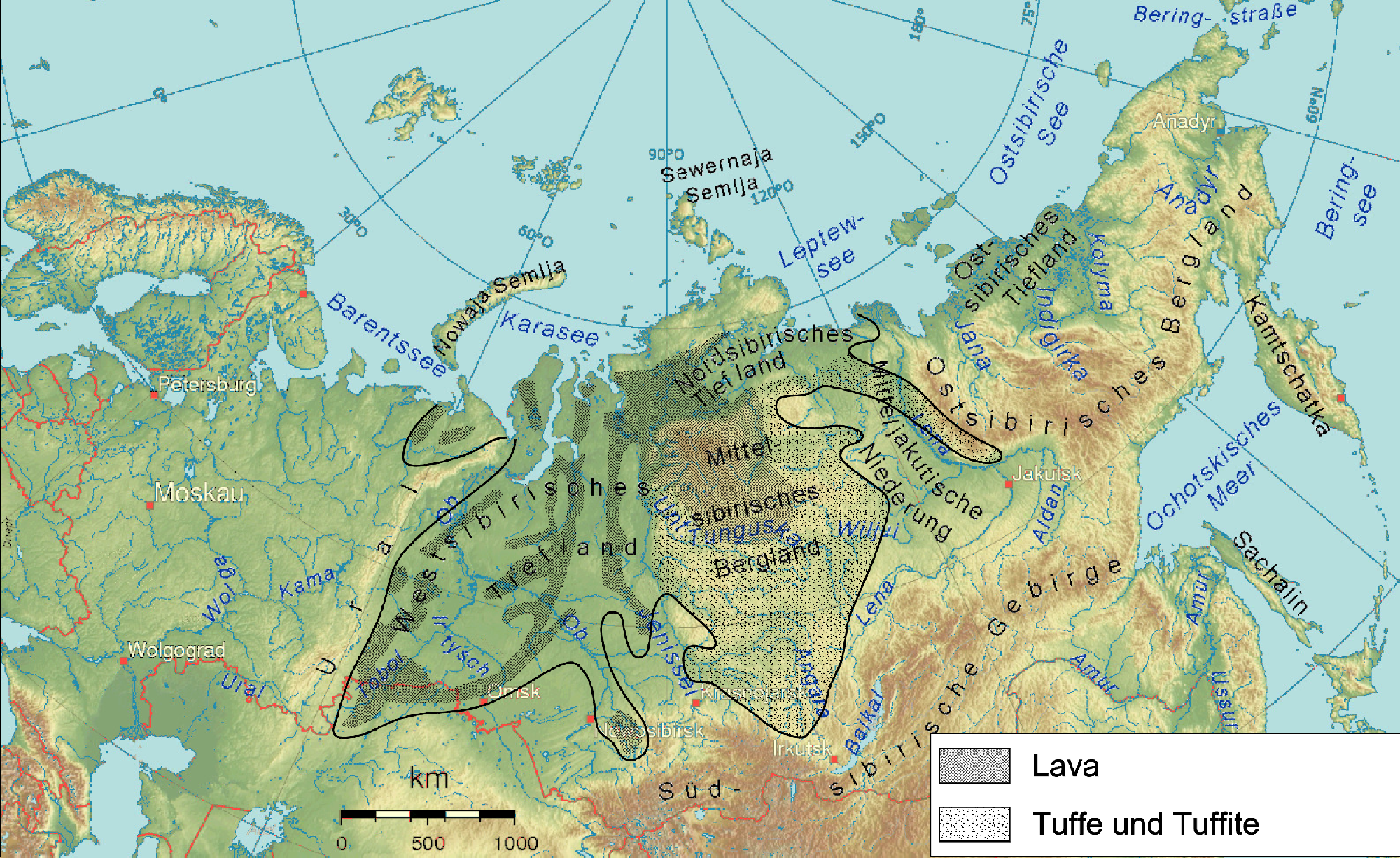
Extensió dels trapps de Sibèria.

Hi ha proves de la concurrència de diversos canvis en l'estructura física de la Terra, els oceans i l'atmosfera durant el Pèrmic tardà que figuren a les hipòtesis explicatives de les extincions. Els més importants van ser els següents:

#### Vulcanisme
A Sibèria es van produir massives erupcions que van durar milers d'anys i van produir enormes fluxos de basalt. S'estima que als trapps de Sibèria es va dipositar un volum de lava d'entre 1 i 4 milions de km³. Sobre la base d'aquesta quantitat de lava s'estima que es va alliberar prou diòxid de carboni per augmentar les temperatures del planeta en 5°C, no prou per matar el 95% de la vida.

#### Alliberament d'hidrats de metà
Aquesta teoria enllaça amb l'erupció del flux de basalt. L'escalfament produït per les erupcions podria haver augmentat lentament la temperatura de l'oceà fins a descongelar els dipòsits d'hidrat de metà que hi ha per sota del fons oceànic prop de les costes. Això alliberaria en l'atmosfera suficient metà per a elevar les temperatures en 5°C addicionals (el metà és un dels gasos d'efecte hivernacle més potents).
D'aquesta manera va sorgir una teoria recolzada per alguns científics en què l'extinció es va dividir en tres etapes:
- La primera durant les erupcions a Sibèria, va ser menys intensa i molt lenta, durant milers d'anys, i va ser l'augment de 5°C, provocant forts trastorns climàtics.
- La segona va ser al mar i producte de les erupcions siberianes els dipòsits de metà al fons marí es van alliberar, afectant la temperatura, corrents i nivell d'oxigen dels oceans, sent una fase relativament ràpida i costosa per a la vida marina.
- La tercera etapa és que el metà, una vegada que va sortir dels oceans i va arribar a l'atmosfera va augmentar la temperatura altres 5°C, destruint els ecosistemes i acabant amb l'equilibri climàtic. S'arriba a creure que les illes britàniques o Sibèria van poder arribar a ser tan seques i ardents com l'actual Sàhara.

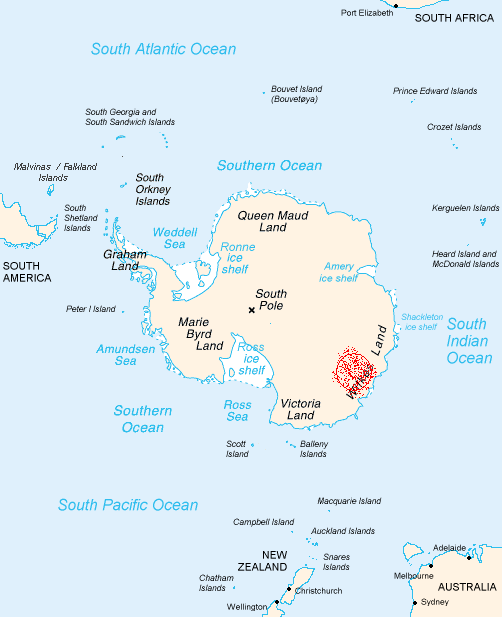
Mapa que assenyala en vermell l'àrea del gran cràter de la Terra de Wilkes.

#### Alliberament de sulfur d'hidrogen
Una altra hipòtesi involucra l'alliberament de sulfur d'hidrogen als oceans. Les aigües oceàniques profundes periòdicament perden la totalitat del seu oxigen dissolt, la qual cosa permet que els bacteris anaeròbies (per exemple, els bacteris verds del sofre) floreixin i produeixin sulfur d'hidrogen. Aquest gas és altament tòxic pel que en alliberar-se a l'atmosfera mataria la majoria dels éssers vius.

#### Impacte d'un gran meteorit
Recentment (el 2006) es va trobar el gran cràter d'un possible impacte de meteorit a la Terra de Wilkes, a l'Antàrtida. El cràter té un diàmetre d'uns 500 quilòmetres i està situat a una profunditat d'1,6 quilòmetres sota el gel de l'Antàrtida. No es coneix l'impacte que va poder tenir aquest meteorit, ja que els fòssils a Groenlàndia mostren que l'extinció podria haver estat gradual, amb una durada d'uns vuitanta mil anys, en tres fases diferents. Tot i això, s'especula que l'impacte podria haver provocat una ona de tipus sísmic que al seu torn va produir la ruptura de l'escorça terrestre al punt oposat de la Terra. En aquest punt es trobaven en aquesta època els trapps de Sibèria, per la qual cosa la teoria de l'impacte enllaça amb la hipòtesi del vulcanisme.
En general, els canvis analitzats anteriorment per ells mateixos no semblen ser la causa de la gran extinció. El que sí que sabem és que en els 20 milions d'anys transcorreguts des del Pèrmic mitjà fins al superior es van produir canvis molt significatius al globus. És possible que la causa de l'extinció fos una combinació de diverses de les aparences analitzades anteriorment.

## Vida
La vida terrestre durant el Permià incloïa diversos vegetals, artròpodes, amfibis i rèptils. Aquests últims eren en la seva majoria sinàpsids (pelicosaures i teràpsids). Aquest període va veure el desenvolupament de fauna totalment terrestre i l'aparició dels primers herbívors i carnívors de grans dimensions, però l'ecosistema encara era relativament inestable. Cap al final del Permià els primers arcosaures aparegueren (tecodonts proterosúquids); durant el Triàsic, aquests evolucionarien en tipus més avançats, fins a arribar als dinosaures. Els dipòsits marins permians són rics en mol·luscs fòssils, equinoderms i braquiòpodes. Les closques fossilitzades de dos tipus d'invertebrats són usades per identificar estrats permians i relacionar-los entre diferents localitzacions: els fusulínids, un tipus de protist semblant a l'ameba que és un dels foraminífers, i els ammonites, cefalòpodes amb closca que són parents distants del nàutil d'avui en dia.

## Paleogeografia

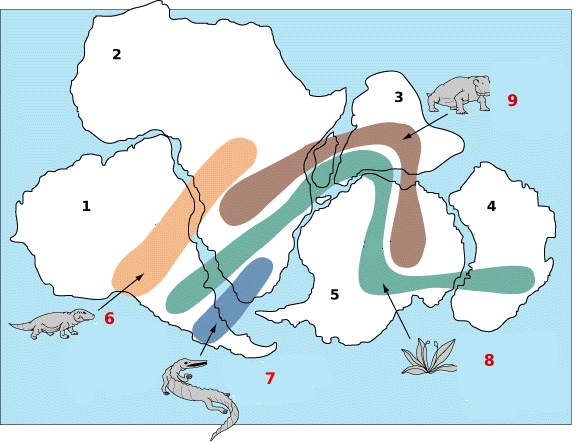
Distribució d'alguns gèneres durant el Permià i el Triàsic. 6-Cynognathus (rèptil del Triàsic), 7- Mesosaure (rèptil del Permià), 8-Glossopteris (Pteridospermatòfits del Permià), 9-Lystrosaurus (reptil del Triàsic).

Durant el Permià, totes les grans masses terrestres de la Terra excepte algunes porcions de l'Àsia oriental estaven agrupades en un supercontinent conegut com a Pangea. Pangea vorejava l'equador i arribava fins als pols, amb el corresponent efecte sobre els corrents oceànics en l'únic i enorme oceà (Pantalassa). Grans masses de terra continentals creen climes amb variacions extremes de fred i calor (clima continental) i condicions de monsó amb patrons de pluges altament estacionals. Sembla que els deserts eren molt comuns a Pangea. Aquestes condicions seques afavorien les gimnospermes, plantes amb les llavors dins una coberta protectora, sobre plantes com les falgueres que dispersen espores. Els primers arbres conífers moderns, el ginkgo i les ciques, aparegueren al Permià.
Hi ha tres zones especialment notables pels seus dipòsits permians: els Urals (on hi ha la ciutat de Perm), la Xina, i el sud-oest d'Amèrica del Nord, on l'estat de Texas té un dels dipòsits més gruixuts de roques del Permià.
La formació d'importants cadenes muntanyenques va contribuir a afavorir els contrastos climàtics al globus i les barreres locals que suposaven les serralades recentment formades van afavorir encara més la fragmentació territorial. Les regions polars seguien sent regions força fredes i les equatorials força càlides, per la qual cosa les flores de latituds baixes al Permià Superior seguien sent diferents. Les flores del Permià van continuar, a més, les adaptacions cap a climes cada cop més secs que s'havien iniciat al Carbonífer superior. Les condicions climàtiques van propiciar alhora el dipòsit de grans gruixos d'evaporites, afavorint la concentració més gran de dipòsits de sal de tots els temps geològics. Els depòsits de dunes també són molt comuns, indicant la situació d'antics deserts.

## Clima

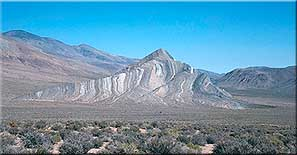
Sediments del Pèrmic a la vall de la Mort als EUA

Quan es va iniciar el Pèrmic, la Terra encara estava passant una glaciació, per la qual cosa les regions polars estaven cobertes amb profundes capes de gel. Les glaceres van continuar cobrint gran part de Gondwana, com ho havien fet durant el Carbonífer. El Període Pèrmic, al final de l'era Paleozoica, va marcar un gran canvi en el clima i l'aspecte de la Terra.
Cap a la meitat del període, el clima es va fer més càlid i suau, les glaceres havien retrocedit, i l'interior continental es va fer més sec. Gran part de l'interior de Pangea era probablement una zona àrida, amb grans fluctuacions estacionals (humides i seques), a causa de la manca de l'efecte moderador de les masses d'aigua. Aquesta tendència a la sequedat va continuar fins al Pèrmic tardà, juntament amb l'alternança de períodes d'escalfament i refredament.

## Paleobotànica

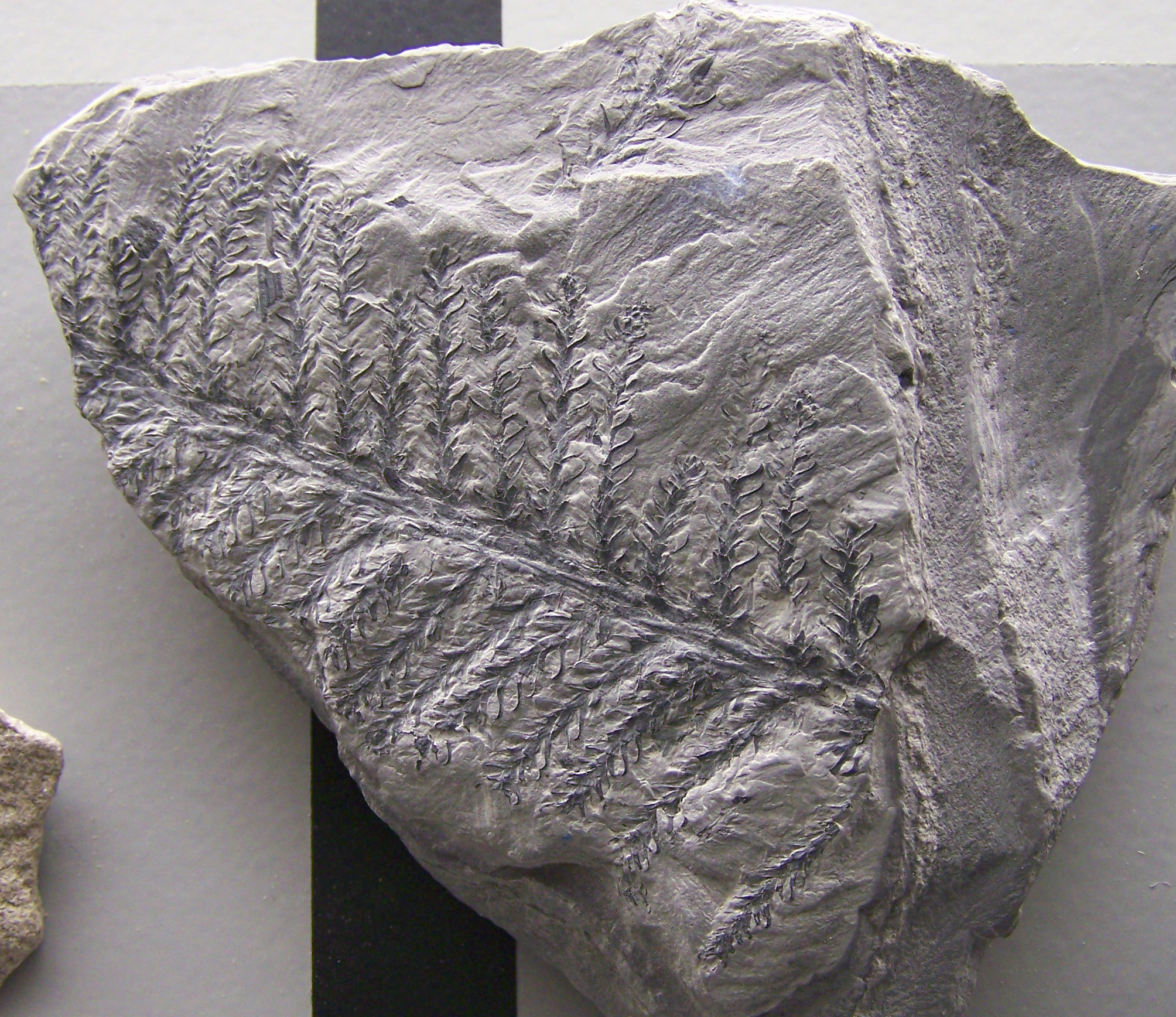
Walchia (Pinopsida).

Abans d'acabar el Pèrmic, el fitoplàncton marí i la pròspera vida vegetal terrestre havien alliberat suficient oxigen a l'atmosfera per a portar-lo a nivells superiors als actuals. Immenses selves allotjaven una abundant vida animal, que podia recórrer a aquesta vasta font d'energia per descobrir noves posicions en cadenes alimentàries en expansió.
La flora típica del Carbonífer va continuar el seu domini fins al Pèrmic inferior per declinar posteriorment. Durant el Pèrmic, les gimnospermes, que incloïen els antecessors de les modernes coníferes (transició entre coníferes i Cordaitales, que van ser les Voltziales, com Walchia), van dominar els medis terrestres. El Pèrmic va veure la radiació de molts grups importants de coníferes, entre ells els avantpassats de moltes de les famílies actuals. Ginkgos i cícades també van aparèixer durant aquest període. Rics boscos eren presents en molts ambients, amb una barreja de diversos grups de plantes.
Els licopodis i els boscos de pantà encara dominaven a la Xina del Sud perquè era un continent aïllat situat prop de l'equador. Al final del Pèrmic, van desaparèixer gairebé tots els esfenòfits i licopodòfits arborescents quedant únicament representants de petita grandària.
Hi ha un paral·lelisme interessant entre l'evolució de les llavors en plantes i rèptils. Les plantes amb espores i amfibis requereixen humitat ambiental durant part del seu cicle vital. L'origen de les plantes amb llavor i els rèptils van representar la transició a una existència totalment terrestre. Durant el Pèrmic, els rèptils es van diversificar i aparentment van començar a reemplaçar els amfibis en diversos papers ecològics, probablement perquè els rèptils tenien més dents i una mandíbula més avançada a la qual s'unia una major agilitat i velocitat. De la mateixa manera va passar amb les espores i les llavors. Les roques pèrmiques de Texas tenen faunes de grans amfibis i rèptils que donen a conèixer aquest patró.